# یک داستان عاشقانه سوئدی
یک داستان عاشقانه سوئدی (سوئدی: En kärlekshistoria) یک فیلم درام رمانتیک سوئدی به کارگردانی روی آندرشون محصول سال ۱۹۷۰ است که نخستین فیلم بلند او به‌شمار می‌رود.
از بازیگران آن می‌توان به آنیتا لیندبلوم، بیورن اندرسن، و برتیل نورشتروم اشاره کرد.